# Национална жандармерия на Аржентина
Националната жандармерия на Аржентина (на испански: Gendarmería Nacional Argentina - GNA) е въоръжена военна сила на Аржентина, предназначена за защита на независимостта и териториалната цялост на държавата.
Основна задача на жандармерията е защитата на границите на страната и вътрешни стратегически обекти. Може да взема участие и в мироопазващи мисии на ООН и мисии за защита на лица и правителствено имущество.
Създадена е през 1938 г. Към настоящия момент има числен състав около 39 000 души.[ неясно? ] Дислоцирана е в четири подразделения със седалища в Буенос Айрес, Росарио, Кордоба и Байа Бланка.
Жандармерията е под контрола на главнокомандващ – президента на Аржентина и министъра на сигурността.